# Отношение порядка
Отношение порядка — бинарное отношение (далее обозначаемое {\displaystyle \preccurlyeq } для нестрогого, {\displaystyle \prec } для строгого) между элементами данного множества, по своим свойствам сходное со свойствами отношения неравенства.
Множество, все элементы которого сравнимы заданным отношением порядка (то есть для любых {\displaystyle a\neq b} либо {\displaystyle a\preccurlyeq b}, либо {\displaystyle b\preccurlyeq a}), называется линейно упорядоченным, а такое отношение порядка называется линейным порядком. Если же сравнимы не все неравные элементы, порядок называется частичным, а множество — частично упорядоченным. Различают также строгий порядок {\displaystyle \prec }, при котором {\displaystyle a\prec a} невозможно, и нестрогий {\displaystyle \preccurlyeq } в противном случае.
Примеры.
- Отношение {\displaystyle \leqslant } для вещественных чисел определяет для них нестрогий линейный порядок.
- Отношение {\displaystyle <} для вещественных чисел определяет для них строгий линейный порядок.
- Отношение делимости на множестве натуральных чисел: {\displaystyle a|b,} если {\displaystyle a} является делителем {\displaystyle b.} Это нестрогий частичный порядок, так как не всякие натуральные числа делятся друг на друга без остатка.
- Отношение включения на множестве подмножеств заданного множества также определяет нестрогий частичный порядок.
- Отношение (предок, потомок) на популяции животных является строгим частичным порядком.

## Определения
Отношение нестрогого (рефлексивного) частичного порядка ({\displaystyle \preccurlyeq }) на множестве {\displaystyle X} — это бинарное отношение, для которого при любых {\displaystyle a,b,c} из {\displaystyle X} выполнены следующие условия:
1. Рефлексивность: {\displaystyle a\preccurlyeq a}.
2. Антисимметричность: если {\displaystyle a\preccurlyeq b} и {\displaystyle b\preccurlyeq a}, то {\displaystyle a=b}.
3. Транзитивность: если {\displaystyle a\preccurlyeq b} и {\displaystyle b\preccurlyeq c}, то {\displaystyle a\preccurlyeq c}.

Отношение строгого (антирефлексивного, иррефлексивного) частичного порядка ({\displaystyle \prec }) на множестве {\displaystyle X} — это бинарное отношение, для которого при любых {\displaystyle a,b,c} из {\displaystyle X} выполнены следующие условия:
1. Антирефлексивность (или иррефлексивность): {\displaystyle a\not \prec a};
2. Транзитивность: если {\displaystyle a\prec b} и {\displaystyle b\prec c}, то {\displaystyle a\prec c}.

Для строгого порядка также выполняется свойство асимметричности (если {\displaystyle a\prec b}, то {\displaystyle b\not \prec a}), однако оно следует из антирефлексивности и транзитивности и поэтому не включается в определение.
Каждому отношению нестрогого порядка {\displaystyle \preccurlyeq } взаимо-однозначно соответствует отношение строгого порядка {\displaystyle \prec }, связанное с ним соотношением
{\displaystyle a\prec b} тогда и только тогда, когда {\displaystyle a\preccurlyeq b} и {\displaystyle a\neq b}.
Обратно отношение нестрогого порядка через соответствующее отношение строгого порядка можно получить через соотношение
{\displaystyle a\preccurlyeq b} тогда и только тогда, когда {\displaystyle a\prec b} или {\displaystyle a=b}.
Для отношения порядка (строгого {\displaystyle \prec } или нестрогого {\displaystyle \preccurlyeq }) обратное отношение тоже является отношением порядка (строгого или нестрогого соответсвенно) и обозначается как {\displaystyle \succ } или {\displaystyle \succcurlyeq }.
Множество {\displaystyle X}, на котором введено отношение строгого или нестрогого порядка, называется частично упорядоченным. Если к тому же для любых элементов {\displaystyle a\neq b} дополнительно выполняется одно из условий: {\displaystyle a\prec b} или {\displaystyle b\prec a,} то порядок называется линейным, а множество — линейно упорядоченным.

## История
Знаки {\displaystyle <} и {\displaystyle >} предложил английский учёный Томас Хэрриот в своём сочинении, изданном посмертно в 1631 году.
Определение частично упорядоченного множества впервые явно сформулировал Ф. Хаусдорф, хотя аналогичные аксиомы порядка рассматривались ещё Г. Лейбницем около 1690 года. Определение линейно упорядоченного и вполне упорядоченного множеств впервые дано Г. Кантором.

## Вариации и обобщения
Если упорядоченное множество образует какую-либо алгебраическую структуру, то обычно требуется, чтобы порядок в этой структуре был согласован с алгебраическими операциями. См. об этом статьи:
- Упорядоченная группа
- Упорядоченное кольцо
- Упорядоченное поле

Иногда полезно рассматривать отношения, для которых выполняются только первая и третья аксиомы (рефлексивность и транзитивность); такие отношения называются предпорядком или квазипорядком. Если {\displaystyle \prec } — квазипорядок, то отношение, заданное формулой:
{\displaystyle a\equiv b,} если {\displaystyle a\prec b} и {\displaystyle b\prec a,}
будет отношением эквивалентности. На фактормножестве по этой эквивалентности можно определить нестрогий порядок следующим образом:
{\displaystyle [a]\preccurlyeq [b],} если {\displaystyle a\prec b,}
где {\displaystyle [x]} — класс эквивалентности, содержащий элемент {\displaystyle x.}